# 牛島慶子
牛島 慶子（うしじま けいこ、1966年7月6日 - ）は日本の漫画家。佐賀県佐賀市出身。
1987年、「闇の万事引受人」（『ASUKA』6月号）でデビュー。角川書店の少女誌で執筆活動を行う。ライトノベルの挿絵も手がける。漫画家・紫堂恭子は実姉。

## 作品リスト
単行本刊行順。箇条書きは同時収録。
- ぼくらの七日間戦争（原作：宗田理）
- ぼくらの七日間戦争2（原作：宗田理）
- ネクロマンサー
  - イグニス
  - ワ・ライラ・ラプソディ
- 人魚姫は眠れない
  - クリスマス・ノエル
  - 闇の万事引受人
- Toy Soldier
  - TREASURE HUNTING（闇の万事引受人シリーズ）
- フレッドウォード氏のアヒル
- ぼくは神様！
  - リトル・ウィッチ
- イライア
- 死国（原作：坂東眞砂子）
- ありす同盟
- 姫島町怪談・まひるのつきよ（小説、紫堂恭子公式サイト内で連載）